# Robești (okręg Buzău)
Robești – wieś w Rumunii, w okręgu Buzău, w gminie Pârscov. W 2011 roku liczyła 462 mieszkańców.